# عرق (معطر)
عرق به ماده معطری گویند که رایحه، اسانس یا عطر گیاه را از آن جدا کرده و آن را به آب اضافه کنند که در لابه‌لای مولکول‌های آب جای گرفته و آب را معطر می‌کنند. عرق یکی از شکل‌های استفاده از گیاهان هستند و اغلب به صورت خوراکی یا دارویی (مصرف دارویی ضعیف است) به مصرف می‌رسند که از پرمصرف‌ترین‌های آنها می‌توان به عرق نعناع و گلاب اشاره کرد.
در کل، عرق نوع ضعیف شده اسانس‌ها بوده و دارای همان خواص دارویی هستند که به اسانس‌ها نسبت داده می‌شود، با این تفاوت که باید در حجم بیشتری مصرف شوند.

## فرایند تولید
از هر گیاهی مانند برگ نعنا، بیدمشک، ریحان، گل محمدی یا زیره که دارای رایحه و اسانس باشد، می‌توان عرق گیاهی تولید کرد. برای تولید عرق گیاهی، ابتدا آب و ماده معطر که همان گیاه باشد، می‌جوشانند. پس از تبخیر آب، عملیات سرد کردن بخار و تقطیر به صورت سنتی یا صنعتی انجام می‌شود و طی فرایند تبخیر و تقطیر، اسانس و رایحه گیاه داخل مولکول‌های آب نفوذ می‌کند، مایعی که با تقطیر به دست آمده، همان آب معطری است که در ایران به آنها عرق گیاهی می‌گویند.
فقط در ایران معمولاً به مایعی که از گلبرگهای گل محمدی تهیه می‌شود، «گلاب» می‌گویند و سایر آب‌های معطر مقطر را عرق «گیاهی» یا «طبی» می‌نامند.

## دو آتیشه
اگر میزان گیاه نسبت به حجم آب بیشتر باشد و رایحه و اسانس بیشتری در مولکول‌های تقطیرشده آب جمع شوند، اصطلاح «دو آتشه» را برای عرق گیاهی به کار می‌برند.
عرق دو آتشه، همان عرق اشباع شده یا با عطر بسیار غلیظ است. مثلاً میزان برگ نعناعی که برای تولید یک شیشه عرق نعناع دو آتشه استفاده می‌شود، بسیار بیشتر از برگ نعناعی است که برای تولید یک ظرف عرق نعناع معمولی به کار می‌رود.
حال اگر این عرق را دوباره تقطیر کنند از مقدار آب آن کاسته شده و فرآورده دوآتشه به دست می‌آید که نوع مرغوب‌تری از عرق بوده و مزه و بوی تندتری نسبت به عرقیات معمولی دارد.

## لیست عرقیات گیاهی
- گلاب
- عرق اترج
- عرق اسطوخودوس
- عرق برگ مورد
- عرق اکالیپتوس
- عرق بابونه
- عرق بادرنجبویه
- عرق برگ چنار
- عرق برگ زیتون
- عرق برگ گر
- عرق بومادران
- عرق بهار نارنج
- عرق بید
- عرق بیدمشک
- عرق بید کاسنی
- عرق پونه
- عرق تره
- عرق چهار زیره
- عرق خارک خاسک
- عرق خارشتری
- عرق خرفه
- عرق دارچین
- عرق رازیانه
- عرق زنجبیل
- عرق زنیان
- عرق زیره
- عرق زوفا
- عرق زیره سیاه
- عرق سنبل الطیب
- عرق سیر
- عرق شاطره
- عرق شاه اسپرم
- عرق شلتوک
- عرق شنبلیله
- عرق شوید
- عرق شیرین بیان
- عرق صنوبر
- عرق طارونه
- عرق کاسنی
- عرق کاکاتو
- عرق کلپوره
- عرق کیالک
- عرق گشنیز
- عرق گزنه
- عرق گلپره
- عرق گل گاو زبان
- عرق نسترن
- عرق مرزنجوش
- عرق مرزه
- عرق میخک
- عرق نعنا
- عرق هل
- عرق یونجه